# Lítiumterápia

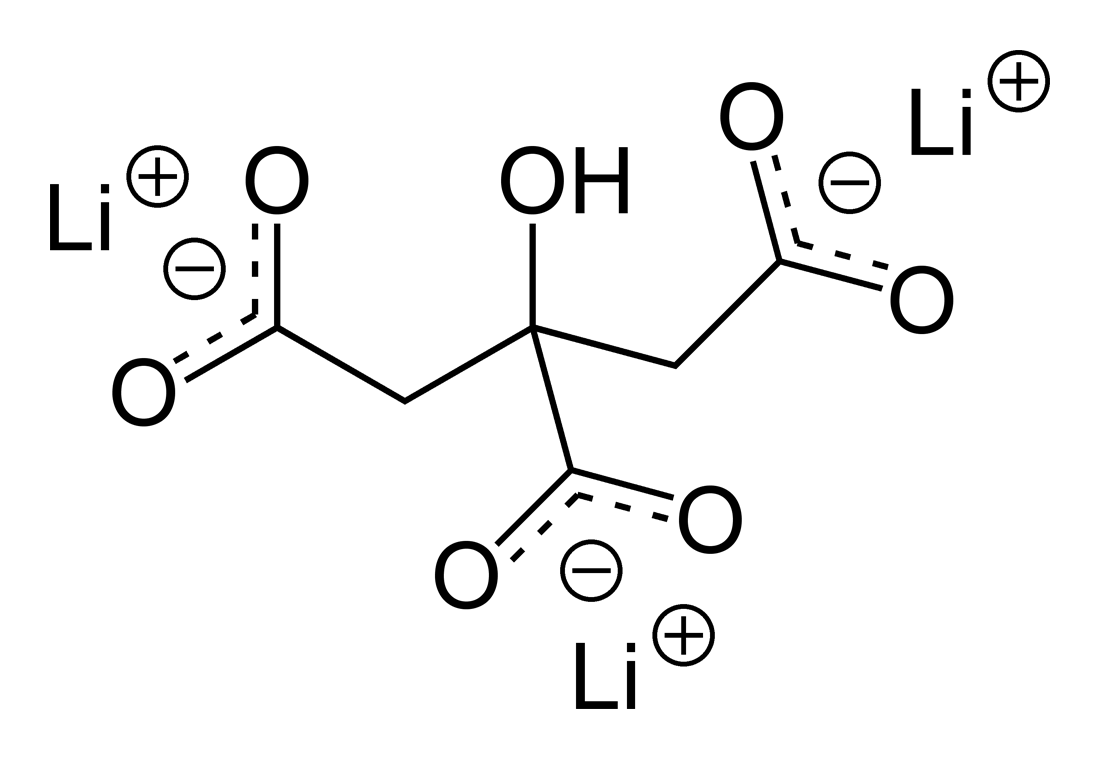
Lítium-citrát

A természetben ásványi sók formájában előforduló elemet, a lítiumot gyógyszerként alkalmazzák bipoláris zavarban szenvedő betegeknél. Ez nagy áttörést jelentett ennek a betegségnek a kezelésében, mivel gyakran a depressziós időszakokban korábban alkalmazott antidepresszánsok váltották ki a mániás epizódokat.
A betegek kívánatos lítiumadagjának megállapításához vér- és vizeletvizsgálatok illetve egyéb laboratóriumi tesztek szükségesek. Ha túl alacsony a dózis, nem befolyásolja a hangulatingadozásokat; ha ellenben túl magas, akkor mérgezést okoz. Egyéb tünetek lehetnek: émelygés, hányás, lelassulás, szédülés, elkent beszéd, a nátriumháztartás felborulása, súlyos esetben: görcsös rohamok, veseelégtelenség esetleg halál.
A helyes dózis beállítása után a lítiumterápia 5-14 nap alatt képes átalakítani a beteg hangulati életét.
A lítium jótékony hatását a bipoláris tünetek csökkentésére a véletlen folytán találta fel 1949-ben John Cade ausztrál pszichiáter , aki ellenőrizni akarta, hogy valóban a szervezetben toxikus mennyiségben felhalmozódó húgysav okozza-e a mániás tüneteket. A kísérleti állatokként használt tengerimalacokba a jobb felszívódás érdekében lítiummal hígított húgysavat fecskendezett, melynek eredményeként a tengerimalacoknál nem mániás tüneteket, hanem mély letargiát tapasztalt. Rögtön a lítiumra gyanakodva Cade tíz mániás betegének adott be lítiuminjekciót, melynek hatására azok lehiggadtak és hangulati állapotuk normalizálódott. Ezután a legtöbb országban bevezették a lítium használatát a bipoláris zavarok kezelésére.
A bipoláris betegek mániás tünetei 60%-ban javultak a lítium hatására, ami jelentősen jobb arány, mint a placebóval kezelteké. A lítium szedésével a mániás betegek mániás rohamai ritkulnak, bipoláris zavarnál megszűnnek a hangulatingadozások. A lítium szedésének abbahagyásakor nagy az esély a visszaesésre, ugyanis a lítium profilaktikus szer, vagyis a tünetek kifejlődését akadályozza meg. Így a klinikusok tanácsolják a lítium szedését a mániás tünetek megszűnésével is.
A lítium egyéb jótékony hatásához tartozik az is, hogy fokozza az antidepresszánsok hatását, ha terápiában együtt alkalmazzák őket.
Nem teljesen világos még a lítiumterápia hatásmechanizmusa, de valószínűleg az idegsejtek bipoláris zavarhoz vezető rendellenes működését a neurotranszmitterek neuronokhoz kötődésének másodlagos hírvivő folyamataiban befolyásolja. Ezek a másodlagos hírvivő folyamatok sokfélék, ilyen folyamat során foszfoionozitidek termelődnek a neurotranszmitterek fogadása után. A lítium valószínűleg ennek a folyamatnak a működését befolyásolja, tehát ezt a fajta másodlagos hírvivő rendszert használó idegsejtek szinaptikus aktivitását változtatja meg.
Az is lehetséges viszont, hogy a lítium a nátriumhoz kötődve a nátriumionok tevékenységének közvetlen megváltoztatásával fejti ki hatását a bipoláris tünetek ellen. Ugyanis lehetséges, hogy a bipoláris zavart az agyi neuronok sejthártyáin való egyenetlen nátriumeloszlás okozza. A lítiumionok ha nem is tökéletesen, de képesek a nátriumionokat helyettesíteni, illetve befolyásolja a sejt tüzelése közben a nátriumionok oda-vissza mozgását.